# Corpo forestale della Regione siciliana
Il Corpo forestale della Regione Siciliana è un corpo di polizia regionale, a ordinamento civile, dipendente dall'Assessorato del territorio e dell'ambiente della Regione Siciliana. Svolge nell'isola funzioni e competenze proprie di polizia ambientale e polizia forestale.

## Storia
Come previsto dallo Statuto speciale del 1946, la Regione Siciliana nel 1972 decise di istituire un Corpo forestale autonomo, recependo in ambito territoriale regionale i compiti e le qualifiche dell'ex Corpo forestale dello Stato. La formazione del personale in divisa, dotato permanentemente di qualifiche di pubblica sicurezza e polizia giudiziaria, venne demandata alla allora Scuola del Corpo  forestale dello stato di Sabaudia. Nel corso degli anni ha poi legiferato in maniera autonoma circa le qualifiche. Il Corpo era inizialmente inquadrato all'interno del Dipartimento regionale Foreste dell'assessorato Agricoltura e foreste.
Nel 2009, con la riorganizzazione dei dipartimenti regionali, passa dalle dipendenze dell'Assessorato regionale dell'Agricoltura e delle foreste e quello del Territorio e ambiente, divenendo Dipartimento autonomo, con a capo un dirigente generale.
Il corpo non è stato ricompreso nella soppressione del Corpo Forestale dello Stato, avvenuta il 31 dicembre 2016. 
Dal 2018 si sono affiancati nell'isola reparti dei Carabinieri forestali, che collaborano con il Corpo Forestale della Regione Siciliana, con tre Centri Anticrimine Natura (Palermo, Catania, Agrigento), un reparto per la Tutela ambientale (Palermo), due Nuclei operativi ecologici (Palermo, Catania), un reparto Tutela agroalimentare (Messina), e i nuclei Cites negli aeroporti di Palermo,  Catania e Trapani.

## Competenze
Le competenze del Corpo, all'interno del territorio della Regione Siciliana, sono:
- funzioni di pubblica sicurezza
- polizia giudiziaria
- polizia ambientale
- polizia forestale
- polizia venatoria
- polizia agroalimentare
- ordine pubblico
- soccorso montano
- tutela ambientale
- antincendio boschivo
- coordinamento antincendio in aree boscate e protette
- sorveglianza e tutela dei parchi regionali e delle aree naturali protette.

Il Corpo, inoltre, è organo permanente di protezione civile in ambito regionale. inoltre, Con l'art. 4 della legge n.4 del 2011 sono state previste sezioni di PG del Corpo presso ogni procura della Repubblica della Sicilia soprattutto per il contrasto ai reati ambientali e alle ecomafie.

## Organico

### Agenti
La dotazione organica del Corpo inizialmente era prevista in 1380 unità, ma il personale in servizio al massimo è giunto a 1.100. Il blocco delle assunzioni decorso dalla fine degli anni '90, lo ha ridotto a 800 unità nel 2012, e nel 2020 a 416 tra agenti (solo 14), sottufficiali e ufficiali. Un bando di concorso per l’assunzione di 170 agenti forestali è stato previsto dalla legge regionale n.16 del 2020, che ha contemporaneamente ridotto la pianta organica a 800 unità.
Nel dicembre dello stesso anno è stato emanato un bando di mobilità volontaria per 100 agenti forestali, riservato a dipendenti a tempo indeterminato della stessa Regione.
Nell'agosto 2021, mentre erano rimasti in servizio 380 unità (tutti sottufficiali e ufficiali) sono entrati in servizio i primi 56 agenti, seguiti da successivi 50.

### Personale amministrativo e tecnico
Il personale amministrativo e tecnico presta servizio presso le sedi centrali e periferiche. Svolge attività tecnico scientifiche, tecnico strumentali, e amministrative.
Tale personale viene assunto esclusivamente attraverso concorso pubblico.

### Operai forestali
Oltre alle unità del personale in divisa e tecnico-amministrativo, dipendono operativamente dal Corpo, pur non facendone parte, circa 8.000 operai "forestali", lavoratori assunti nella stagione estiva con contratti part-time di diritto privato, per il servizio Antincendio boschivo. La regione è una di quelle più colpite dagli incendi dolosi. Nel 2017 la Sicilia risultava la terza regione per numero di incendi scoppiati (1.113), dopo Calabria e Campania.
Complessivamente in Sicilia i lavoratori forestali stagionali (trimestrali o semestrali) sono circa 20.000 (al 2020) perché altri 12.000, che dipendono dall'assessorato all'Agricoltura, Sviluppo rurale e Pesca, sono in servizio per la manutenzione delle aree naturali protette, nei parchi regionali, e nell'Azienda Foreste demaniali della Regione.
Il numero e il costo di questi operai forestali, per la Sicilia, seppur part -time e stagionali, è risultato sproporzionato rispetto alle altre regioni d'Italia e in rapporto alla popolazione, con un costo che al 2013 ammontava a 480 milioni di euro annui.

#### Caduti
Diversi sono gli operatori deceduti in servizio, durante delle operazioni antincendio. Nel corso del XXI secolo questi gli incidenti mortali sul lavoro: un 40enne nel 2010 a Menfi, uno nel 2012 uno a Castronovo di Sicilia, uno nel 2020 nel messinese, e uno a Randazzo nel 2022.
Un altro caduto nel luglio 2023 nel corso dello spegnimento di un incendio a Monte Cuccio, nel territorio di Monreale.

## Organizzazione
Ufficiali, sottufficiali e agenti sono dotati di funzioni di pubblica sicurezza e polizia giudiziaria, suddivisi nelle varie qualifiche.
Il Comando regionale, che ha sede in Palermo, si avvale di 9 Servizi ispettorati ripartimentali, uno per provincia, ciascuno dei quali coordina le attività istituzionali del Corpo, ivi inclusi i distaccamenti forestali, nell'ambito territoriale provinciale assegnato.

### Nuclei e reparti
Oltre alle attività ordinarie e alle competenze proprie, il Corpo dispone di diverse specialità:
- nucleo operativo regionale (NOR)
- nuclei operativi provinciali (NOP)
- nucleo operativo TLC (telecomunicazioni)
- nucleo operativo sicurezza agroalimentare (NORAS)
- distaccamenti di soccorso montano, meteomont e protezione civile
- sezioni di polizia giudiziaria presso le procure
- reparto ippomontato
- banda musicale

## Mezzi in dotazione
Automezzi
- Fiat Panda versione 4x4
- Fiat Punto
- Mitsubishi Pajero III e IV Lwb
- Mitsubishi Pajero Pinin
- Land Rover Defender 90
- Kia Sportage
- Nissan Navara
- Mitsubishi L200
- Iveco Daily 9 posti
- Mercedes Unimog U500
- Quad Polaris Industries

Mezzi antincendio boschivo
- Iveco Daily Magirus 4x4, 1.000Lt
- Iveco VM 90
- Mercedes-Benz Actros 4x4, 7.000Lt
- Mercedes-Benz Atego 4x4, 4.000Lt
- Iveco 190 Turbo, 8.000Lt
- Iveco ACM 80/90, 3.000Lt
- Scam Sm55, 1.000Lt
- Bremach Gr45, 700Lt

Animali
- Cavalli di razza Sanfratellana, in dotazione ai rimanenti nuclei a cavallo, per compiti di rappresentanza e di pattugliamento del territorio.

## Qualifiche
La qualifiche del Corpo forestale della Regione siciliana sono articolate nei ruoli: dirigenti, commissari/funzionari, ispettori/periti, sovrintendenti/revisori, assistenti ed agenti/collaboratori, ed operatori.
Il comandante del Corpo forestale ha la qualifica di dirigente generale ed è nominato dalla Giunta regionale di governo. Al di sotto ci sono i dirigenti tecnici forestali ed i dirigenti amministrativi (dirigenti tecnici ed amministrativi, sono posti allo stesso livello, solo che i primi ricoprono ruoli tecnici, i secondi ruoli amministrativi).

### Con funzioni di polizia
I ruoli del personale del Corpo, che espleta funzioni di polizia sono così articolati:
Ruolo dei dirigenti: 
- dirigente generale

Ruolo dei commissari: 
- vice questore aggiunto
- commissario superiore
- commissario capo
- commissario
- vice commissario

Ruolo degli ispettori: 
- ispettore superiore
- ispettore capo
- ispettore
- vice ispettore

Ruolo dei sovrintendenti: 
- sovrintendente capo
- sovrintendente
- vice sovrintendente

Ruolo degli agenti e assistenti: 
- assistente capo
- assistente
- agente scelto
- agente

Gli appartenenti ai ruoli dei commissari, ispettori e sovrintendenti, hanno le qualifiche di agente di pubblica sicurezza, e ufficiale di polizia giudiziaria.
Gli appartenenti ai ruoli degli agenti ed assistenti, hanno le qualifiche di agente di pubblica sicurezza e di agente di polizia giudiziaria.

### Insegne di qualifica
Distintivi di qualifica del personale di polizia del Corpo forestale della Regione Siciliana
| Dirigente generale (Capo del Comando Corpo Forestale della Regione Siciliana) |

| Vice questore aggiunto | Commissario superiore | Commissario capo | Commissario | Vice commissario |

| Ispettore superiore | Ispettore capo | Ispettore | Vice ispettore |

| Assistente capo | Assistente | Agente scelto | Agente |

### Tecnico amministrativi
I ruoli del personale del Corpo, sono così articolati:
- dirigenti (dirigono i 9 Ispettorati Ripartimentali delle Foreste)
- funzionari direttivi tecnici forestali
- periti forestali
- revisori forestali
- operatori forestali

## Struttura
Il Corpo forestale della Regione siciliana ha una struttura centrale a Palermo, in via Ugo La Malfa, 87 e, distribuiti nel territorio siciliano 9 ispettorati ripartimentali e diversi distaccamenti:

### Comando
- Dirigente generale - Comandante del Corpo
  - Unità di staff
  - Area 1 - Affari generali
  - Area 2 - Coordinamento e gestione
  - Area 3 - Gare e contratti, sicurezza sul lavoro

### Territorio
- Ispettorati Ripartimentali delle Foreste
  - Agrigento
  - Caltanissetta
  - Catania
  - Enna
  - Messina
  - Palermo
  - Ragusa
  - Siracusa
  - Trapani
- Distaccamenti forestali:[15]:

| Provincia / Città metropolitana | Stazioni forestali |
| ------------------------------- | --- |
| Agrigento                       | Agrigento, Burgio, Cammarata, Licata, Ribera, Sambuca di Sicilia, Santa Margherita di Belice, Santo Stefano Quisquina |
| Caltanissetta                   | Caltanissetta, Mazzarino, Niscemi, Sutera |
| Catania                         | Adrano, Bronte, Caltagirone, Catania, Giarre, Linguaglossa, S.M. Linguaglossa, Maniace, Nicolosi, Randazzo, Vizzini, Zafferana Etnea |
| Enna                            | Agira, Enna, Nicosia, Piazza Armerina, Pietraperzia, Troina |
| Messina                         | Barcellona Pozzo di Gotto, Capizzi, Caronia, Cesarò, Floresta, Francavilla di Sicilia, Galati Mamertino, Lipari, Messina, Militello Rosmarino, Mistretta, Naso, Patti, Sezione di P.G. di Patti, Rometta, San Fratello, Sant'Angelo di Brolo, Savoca, Tortorici, Tusa         |
| Palermo                         | Bagheria, Bisacquino, Caccamo, Carini, Castelbuono, Castellana Sicula, Castronovo di Sicilia, Corleone, Ficuzza, Gangi, Lascari, Montemaggiore Belsito, Palermo falde, Palermo Villagrazia, Petralia Sottana, Piana degli Albanesi, Polizzi Generosa, San Martino delle Scale |
| Ragusa                          | Chiaramonte Gulfi, Ragusa, Scicli |
| Siracusa                        | Buccheri, Noto, Siracusa, Sortino |
| Trapani                         | Castellammare del Golfo, Castelvetrano, Erice, Pantelleria, Salemi |

### Comandanti
Dal 2009 i comandanti del corpo hanno la qualifica di dirigente generale.
- Pietro Tolomeo (2009-2012)
- Vincenzo Di Rosa (2012-2014)
- Sergio Gelardi (2014-2015)
- Gaetano Gullo (2015-2017)
- Fabrizio Viola (2017-2018)
- Filippo Principato (2018-2020)
- Calogero Foti (maggio-giugno 2020)
- Giovanni Salerno (giugno 2020-marzo 2023)
- Giuseppe Battaglia (marzo 2023-febbraio 2025)[16]
- Dorotea Di Trapani (dal febbraio 2025)

## Numero emergenza
Il numero di emergenza ambientale 1515 che qualsiasi cittadino può comporre per segnalare un focolaio di incendio o qualsiasi altra situazione di pericolo per l'ambiente, sul territorio isolano è a cura del Corpo forestale della Regione siciliana.

## Galleria d'immagini

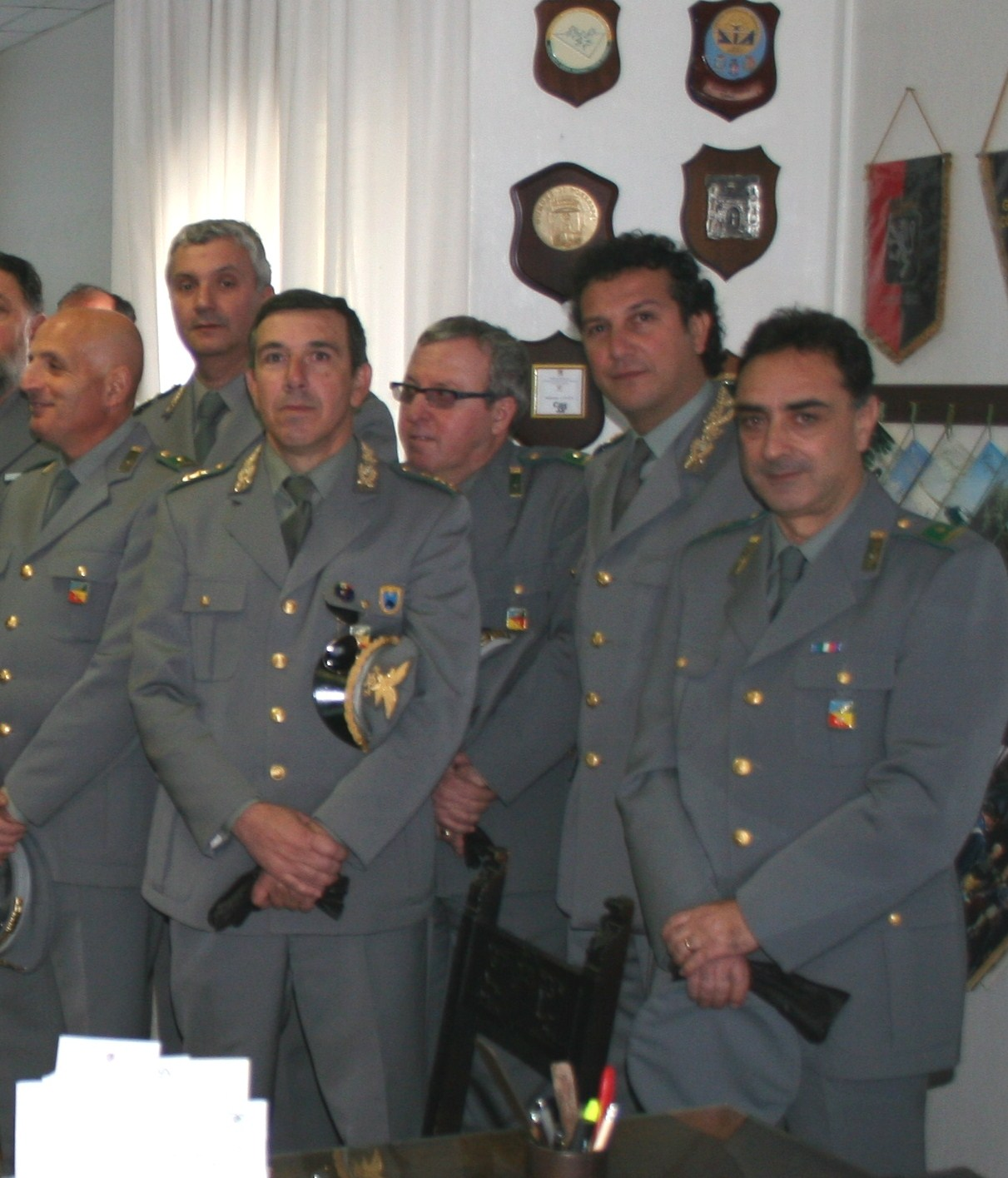
Ufficiali e sottufficiali dell'ispettorato ripartimentale di Trapani
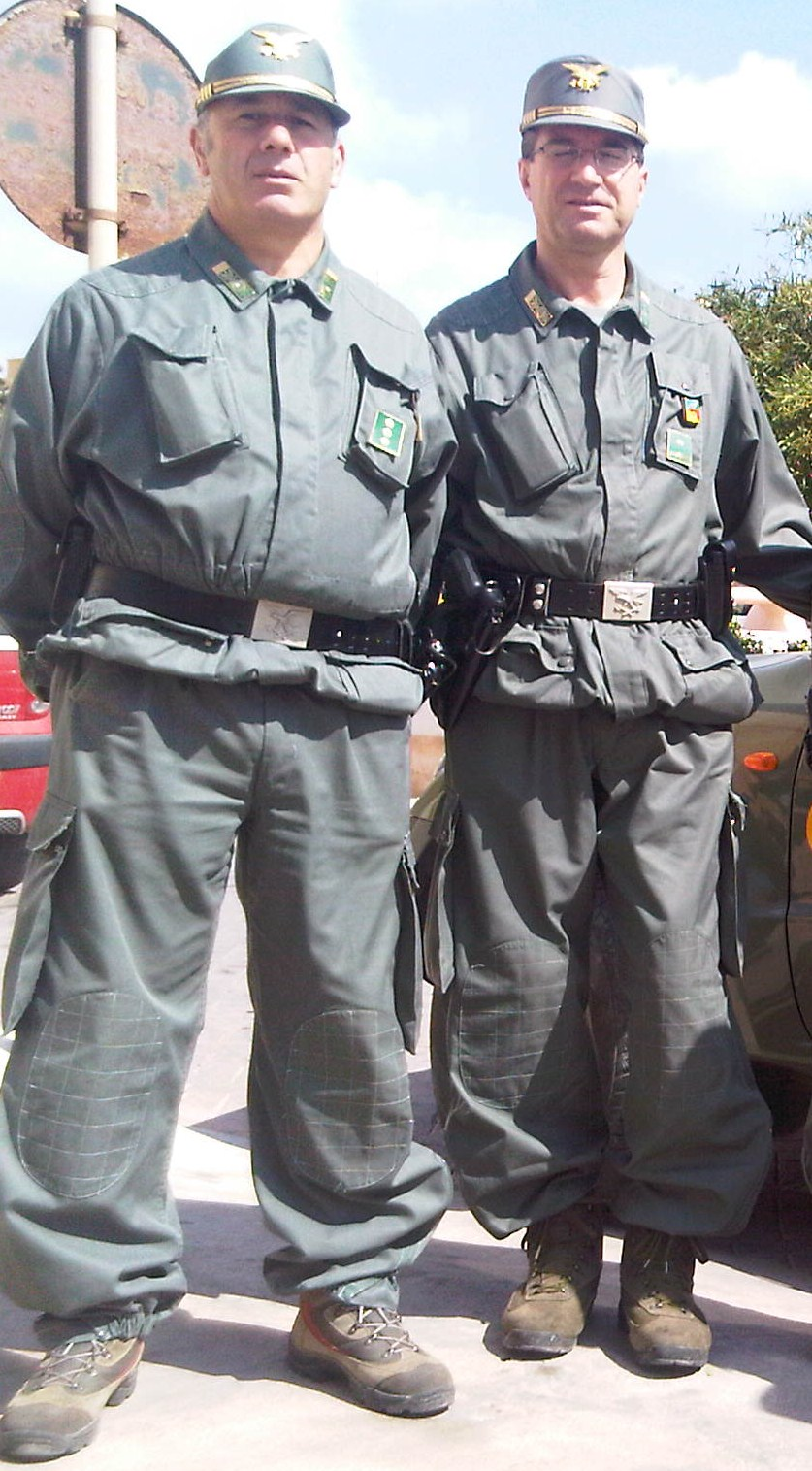
Agenti del nucleo operativo
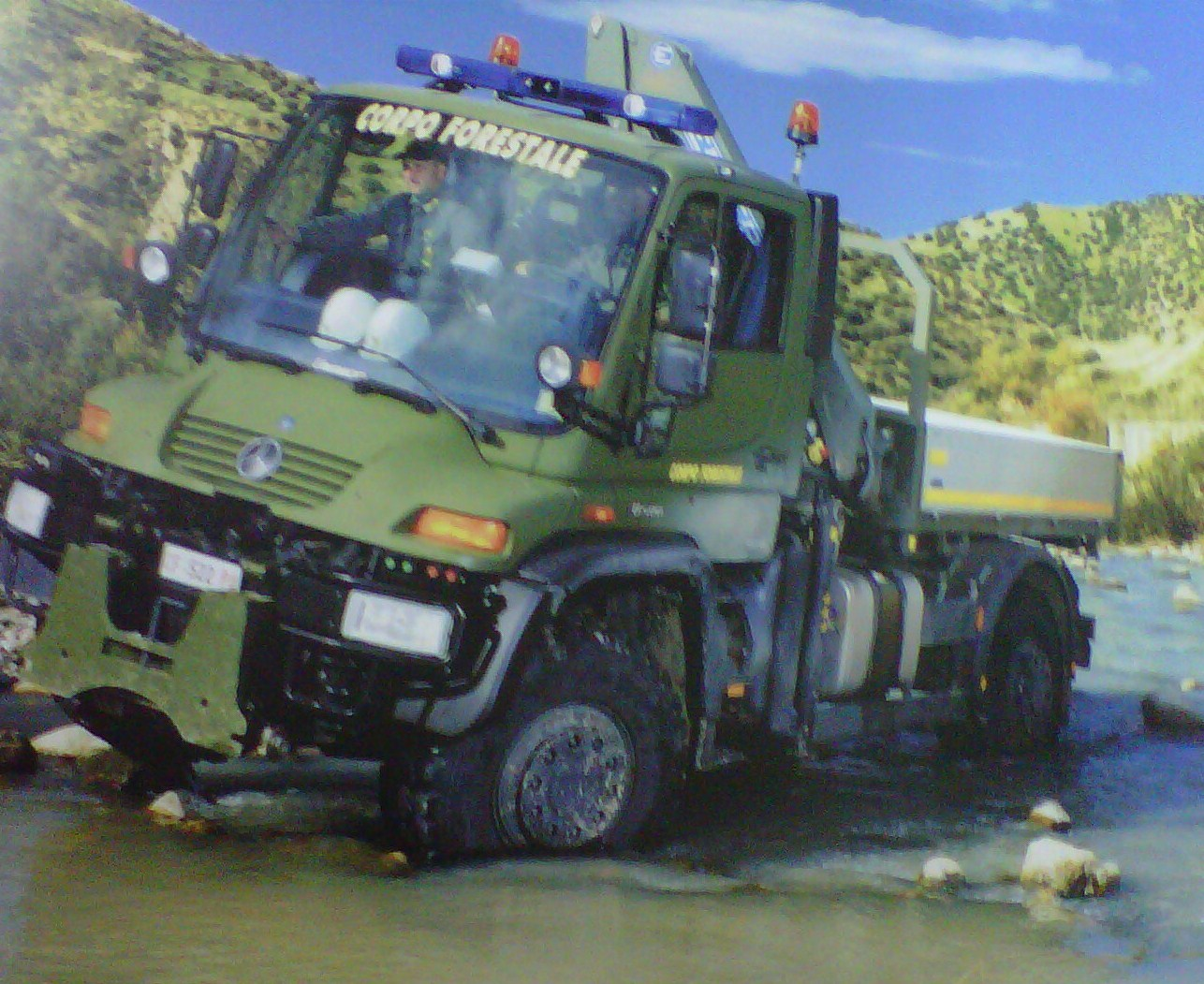
Un mezzo anfibio
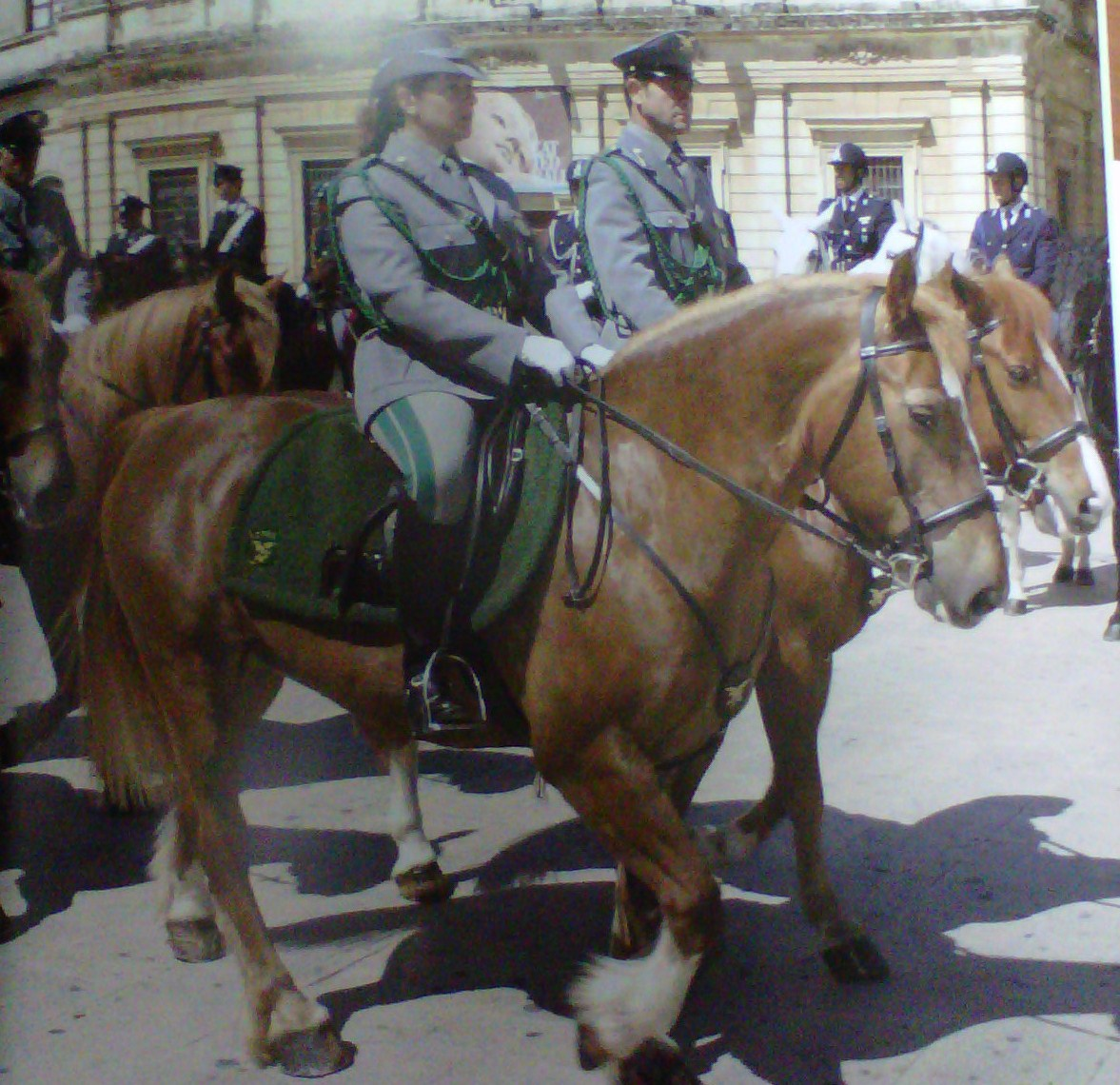
Agenti forestali a cavallo
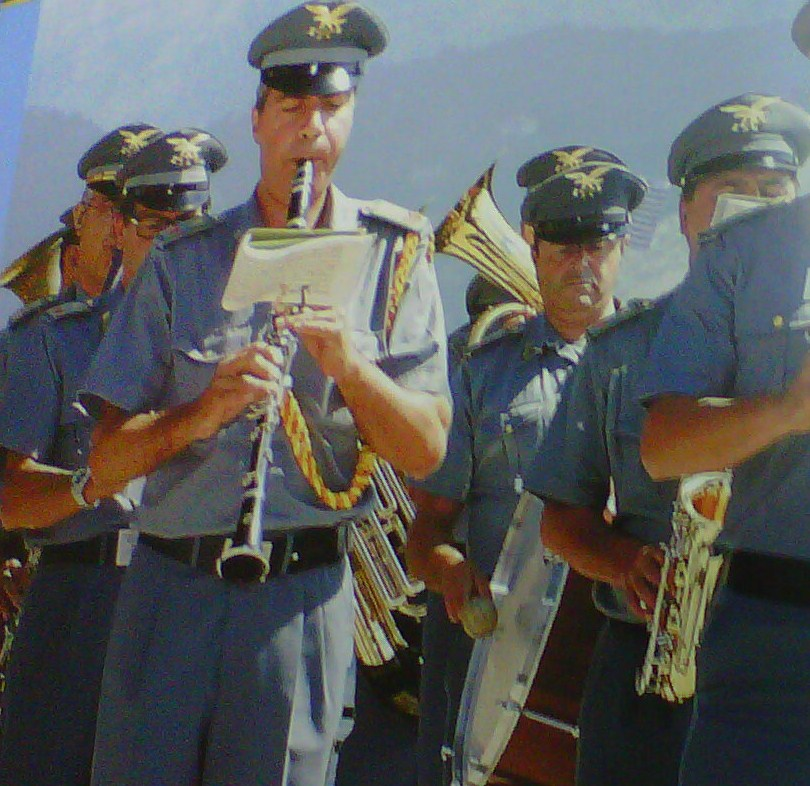
La banda del Corpo